# Список заслуженных мастеров спорта России по хоккею
Звание «заслуженный мастер спорта России» введено в 1992 году; первыми заслуженным мастером спорта России по хоккею с шайбой стали в 1993 году 16 хоккеистов — чемпионов мира.
До середины 2000-х годов звание было присвоено нескольким ветеранов хоккея, все достижения на международной арене которых пришлись на советский период (в списке отмечены ** — включая тех, кто продолжал выступления в постсоветский период).

## Критерии присвоения
Положение о звании (и ныне действующее, и прежние) автоматически гарантирует присвоение звания за призовое место на зимних Олимпийских играх или победу на чемпионате мира. Согласно действовавшим по 2006 год положениям о звании, звание могло быть присвоено и за призовое место на чемпионате мира (таким правом воспользовались, присвоив звание серебряным призёрам ЧМ 2002). Также звание может быть присвоено в порядке исключения — «за выдающийся вклад в повышение авторитета Российской Федерации и российского спорта на международном уровне, проявленные при этом исключительное мужество и мастерство» (формулировка ныне действующего положения).

## Присвоение звания заслуженным мастерам спорта СССР
Из спортсменов, имевших звание «заслуженный мастер спорта СССР», звание «заслуженный мастер спорта России» было присвоено только одному — Павлу Буре. Звание не было присвоено, несмотря на соответствующие достижения в составе сборной России, заслуженным мастерам спорта СССР (все — Москва, если не указан другой город):
- Буцаев, Вячеслав Геннадьевич (1970; «Филадельфия Флайерз») — ЗМС СССР (1992) — чемпион мира 1993, серебряный призёр ЧМ 2002.
- Быков, Вячеслав Аркадьевич (1960; Швейцария — «Фрибур-Готтерон») — ЗМС СССР (1983) — чемпион мира 1993.
- Бякин, Илья Владимирович (1963; Германия — «Ландсхут») — ЗМС СССР (1988) — чемпион мира 1993.
- Трефилов, Андрей Викторович (1969; НХЛ — «Калгари Флейм», «Чикаго Блэкхокс») — ЗМС СССР (1992) — чемпион мира 1993, серебряный призёр ЗОИ 1998.
- Хомутов, Андрей Валентинович (1961; Швейцария — «Фрибур-Готтерон») — ЗМС СССР (1982) — чемпион мира 1993.
- Юшкевич, Дмитрий Сергеевич (1971; НХЛ — «Филадельфия Флайерз», «Торонто Мейпл Лифс») — ЗМС СССР (1992) — чемпион мира 1993, серебряный призёр ЗОИ 1998.
- Гусаров, Алексей Васильевич (1964; НХЛ — «Колорадо Эвеланш») — ЗМС СССР (1988) — серебряный призёр ЗОИ 1998.
- Жамнов, Алексей Юрьевич (1970; НХЛ — «Чикаго Блэкхокс») — ЗМС СССР (1992) — серебряный призёр ЗОИ 1998, бронзовый призёр ЗОИ 2002.
- Житник, Алексей Николаевич (1972; НХЛ — «Лос-Анджелес Кингз») — ЗМС СССР (1992) — серебряный призёр ЗОИ 1998.
- Каменский, Валерий Викторович (1966; НХЛ — «Колорадо Эвеланш») — ЗМС СССР (1988) — серебряный призёр ЗОИ 1998.
- Каспарайтис, Дарюс Владович (1972; НХЛ — «Питтсбург Пингвинз») — ЗМС СССР (1992) — серебряный призёр ЗОИ 1998, бронзовый призёр ЗОИ 2002.
- Коваленко, Андрей Николаевич (1970; НХЛ — «Эдмонтон Ойлерз»; «Локомотив», Ярославль) — ЗМС СССР (1992) — серебряный призёр ЗОИ 1998, серебряный призёр ЧМ 2002.
- Кравчук, Игорь Александрович (1966; НХЛ — «Эдмонтон Ойлерз», «Калгари Флэймз») — ЗМС СССР (1988) — серебряный призёр ЗОИ 1998, бронзовый призёр ЗОИ 2002.
- Миронов, Дмитрий Олегович (1965; НХЛ — «Анахайм Майти Дакс») — ЗМС СССР (1992) — серебряный призёр ЗОИ 1998.
- Немчинов, Сергей Львович (1964; НХЛ — «Нью-Йорк Айлендерс») — ЗМС СССР (1990) — серебряный призёр ЗОИ 1998.
- Шталенков, Михаил Алексеевич (1965; НХЛ — «Анахайм Майти Дакс») — ЗМС СССР (1992) — серебряный призёр ЗОИ 1998.
- Ковалёв, Алексей Вячеславович (1973; НХЛ — «Питтсбург Пингвинз») — ЗМС СССР (1992) — бронзовый призёр ЗОИ 2002.
- Ларионов, Игорь Николаевич (1960; НХЛ — «Детройт Ред Уингз») — ЗМС СССР (1982) — бронзовый призёр ЗОИ 2002.
- Малахов, Владимир Игоревич (1968; НХЛ — «Нью-Йорк Рейнджерс») — ЗМС СССР (1990) — бронзовый призёр ЗОИ 2002.

## Список
В списке у каждого ЗМС указываются:

 год рождения (или годы жизни);

 клуб и город на момент присвоения звания (у выступающих за пределами России — последний город в СССР / России);

 основные достижения на международной арене на момент присвоения звания. 

### 1993
Звание было присвоено 16 игрокам сборной России — чемпиона мира 1993 года, не имевших звания ЗМС СССР (его имели 5 человек):
- Астраханцев, Константин Вениаминович (1967; «Трактор», Челябинск)
- Варицкий, Игорь Константинович (1971; «Трактор», Челябинск)
- Зуев, Андрей Александрович (1964; «Трактор», Челябинск)
- Каминский, Ян Брониславович (1971; «Динамо», Москва)
- Карпов, Валерий Евгеньевич (1971—2014; «Трактор», Челябинск)
- Карповцев, Александр Георгиевич (1970—2011; «Динамо», Москва)
- Михайловский, Максим Михайлович (1969; ЦСКА, Москва)
- Николишин, Андрей Васильевич (1973; «Динамо», Москва)
- Пушков, Сергей Михайлович (1964; СКА, Санкт-Петербург)
- Сапожников, Андрей Викторович (1971; «Трактор», Челябинск)
- Смирнов, Александр Евгеньевич (1964; «Химик», Воскресенск)
- Сорокин, Сергей Николаевич (1969; «Динамо», Москва)
- Титов, Герман Михайлович (1965; Финляндия — ТПС; Воскресенск)
- Фролов, Дмитрий Николаевич (1966; СКА, Санкт-Петербург)
- Шенделев, Сергей Викторович (1964; СКА, Санкт-Петербург)
- Яшин, Алексей Валерьевич (1973; «Динамо», Москва)

### 1995
- Фоменков, Валерий Иванович** (1938—2021; Москва) — провёл 10 сезонов за «Спартак» (1960/61 — 1969/70), 3-кратный чемпион СССР (1962, 1967, 1969); за первую сборную СССР не играл.

### 1998
За успехи на зимних Олимпийских играх 1998 года звание присвоено 9 игрокам сборной России — серебряным призёрам ЗОИ, не имевших звания ЗМС России (его имели 2 человека); из имевших звание ЗМС СССР (13 человек) звание получил только Павел Буре, ставший лучшим бомбардиром (9 шайб, из которых 5 — в полуфинале) и признанный лучшим нападающим турнира.
- Буре, Валерий Владимирович (1974; НХЛ — «Монреаль Канадиенс»; Москва)
- Буре, Павел Владимирович (1971; НХЛ — «Ванкувер Кэнакс»; Москва) — ЗМС СССР (1990).
- Гончар, Сергей Викторович (1974; НХЛ — «Вашингтон Кэпиталз»; Москва)
- Зелепукин, Валерий Михайлович (1968; НХЛ — «Нью-Джерси Девилз»; Воскресенск)
- Кривокрасов, Сергей Владимирович (1974; НХЛ — «Чикаго Блэкхокс»; Москва)
- Миронов, Борис Олегович (1972; НХЛ — «Эдмонтон Ойлерз»; Москва)
- Морозов, Алексей Алексеевич (1977; «Крылья Советов», Москва)
- Фёдоров, Сергей Викторович (1969; НХЛ — «Детройт Ред Уингз»; Москва) — также: чемпион мира 1989, 1990.
- Шевцов, Олег Борисович (1971; «Северсталь», Череповец)

- Павел Буре (фото 2007 года), 
 ЗМС СССР и России
- Сергей Фёдоров (фото 2008 года)
- Сергей Гончар (фото 2007 года)

### 1999
- Сеглин, Анатолий Владимирович**[~ 2] (1922—2009; Москва — играл за «Спартак») — участник матчей с ЛТЦ (1948), призёр чемпионатов СССР 1947 и 1948.

Из хоккеистов «сборной Москвы», сыгравших в 1948 году серию матчей с сильнейшим клубом Чехословакии ЛТЦ, трое уже были заслуженными мастерами спорта СССР за достижения в футболе и хоккее с мячом, двое получили это звание в 1948 году за достижения в футболе, двое — позже (в 1949 и 1953 годах) за достижения в хоккее; остальные звание не получили — пятеро погибли в авиакатострофе в 1950 году, Борис Соколов (ушёл из большого спорта в 1951 году) умер в 1988 году.

### 2002
… февраля
За успехи на зимних Олимпийских играх 2002 года звание присвоено 10 игрокам сборной России — бронзовым призёрам ЗОИ, не имевшие звания ЗМС России или ЗМС СССР (оба эти звания имел 1 человек, какое-то одно — по 6 человек):
- Афиногенов, Максим Сергеевич (1979; НХЛ — «Баффало Сейбрз»; Москва)
- Брызгалов, Илья Николаевич (1980; НХЛ — «Анахайм Майти Дакс»; Тольятти)
- Дацюк, Павел Валерьевич (1978; НХЛ — «Детройт Ред Уингз»; Казань)
- Кваша, Олег Владимирович (1978; НХЛ — «Нью-Йорк Айлендерс»; Москва)
- Ковальчук, Илья Валерьевич (1983; НХЛ — «Атланта Трэшерз»; Москва)
- Марков, Даниил Евгеньевич (1976; НХЛ — «Финикс Койотис»; Москва)
- Подомацкий, Егор Геннадьевич (1976; «Локомотив», Ярославль)
- Самсонов, Сергей Викторович (1978; НХЛ — «Бостон Брюинз»; Москва)
- Твердовский, Олег Фёдорович (1976; НХЛ — «Анахайм Майти Дакс»; Москва)
- Хабибулин, Николай Александрович (1973; НХЛ — «Тампа-Бэй Лайтнинг»; Москва) — также: олимпийский чемпион 1992

11 мая
По инициативе Вячеслава Фетисова было присвоено 21 игроку сборной России — серебряным призёрам чемпионата мира 2002 года, не имевшие звания ЗМС России или ЗМС СССР (эти звания имели по 2 человека):
- Антипов, Владимир Борисович (1978; «Локомотив», Ярославль)
- Быков, Дмитрий Вячеславович (1977; «Ак Барс», Казань)
- Волченков, Антон Алексеевич (1982; «Крылья Советов», Москва)
- Вышедкевич, Сергей Иосифович (1975; «Динамо», Москва)
- Гусев, Сергей Владимирович (1975; «Северсталь», Череповец)
- Гусманов, Равиль Мидехатович (1972; «Металлург», Магнитогорск)
- Гуськов, Александр Александрович (1976; «Локомотив», Ярославль)
- Жуков, Сергей Петрович (1975; «Локомотив», Ярославль)
- Затонский, Дмитрий Викторович (1971; «Авангард», Омск)
- Калинин, Дмитрий Владимирович (1980; НХЛ — «Баффало Сейбрз»; Челябинск)
- Кознев, Алексей Валентинович (1975; «Авангард», Омск)
- Ляшенко, Роман Юрьевич (1979—2003; НХЛ — «Даллас Старз»; Ярославль)
- Прокопьев, Александр Юрьевич (1971; «Авангард», Омск)
- Разин, Андрей Владимирович (1973; «Динамо», Москва)
- Рябыкин, Дмитрий Анатольевич (1976; «Авангард», Омск)
- Савченков, Александр Александрович (1973; «Динамо», Москва)
- Соколов, Максим Анатольевич (1972; «Авангард», Омск)
- Сушинский, Максим Юрьевич (1974; «Авангард», Омск)
- Ткаченко, Иван Леонидович (1979—2011; «Локомотив», Ярославль)
- Чистов, Виктор Валентинович (1972; «Северсталь», Череповец)
- Юдин, Александр Леонидович (1971; «Нефтехимик», Нижнекамск)

### 2003
4 апреля
В связи с празднованием 80-летия «большого ЦСКА» звание было присвоено группе ветеранов советского спорта.
- Бодунов, Александр Иванович**[~ 5] (1951—2017; Москва, начинал в ЦСКА, в 1970-е — «Крылья Советов») — чемпион мира и Европы 1973, 1974.

Бодунов был одним из двух в истории советского хоккея россиян — двукратных чемпионов мира, не ставших ЗМС СССР (второй из них, Сергей Фёдоров, стал ЗМС России в 1998 году за достижения за сборную России). Остальные удостоенного этого звания к юбилею ЦСКА не выступали за сборную в официальных соревнованиях, однако добились значительных успехов за ЦСКА, включая многократные победы в Кубке европейских чемпионов.
- Волченков, Алексей Алексеевич** (1953—2011; Москва) — в ЦСКА с 1971/72 по 1982/83: 10-кратный чемпион СССР, участник суперсерии 1975/1976.
- Гимаев, Сергей Наильевич** (1955—2017; Москва) — в ЦСКА с 1976/77 по 1984/85: 9-кратный чемпион СССР.
- Зыбин, Александр Викторович** (1960; Москва) — в ЦСКА с 1979/80 по 1987/88 и с 1998/99 по 1999/2000: 9-кратный чемпион СССР.
- Попов, Владимир Фёдорович** (1953, Москва) — в ЦСКА 1970/71 по 1978/79: 5-кратный чемпион СССР, участник суперсерии 1975/1976.

… августа
- Брылин, Сергей Владимирович[~ 6] (1974; НХЛ — «Нью-Джерси Девилз»; Москва) — 3-кратный обладатель Кубка Стэнли (1995, 2000, 2003)[прим 2]

…
Знак и удостоверение вручены 4 ноября Вячеславом Фетисовым перед товарищеским матчем ветеранов хоккея России и Канады.
- Быстров, Валентин Александрович** (1929—2017; Санкт-Петербург, в 1958 — «Кировец», Ленинград) — серебряный призёр ЧМ и чемпион Европы 1958; первый игрок немосковского клуба, сыгравший за сборную СССР на официальных международных соревнованиях.

### 2005
- Леонов, Юрий Владимирович**[~ 8] (1963; Москва, в 1990 — «Динамо») — чемпион мира 1990.
- Хализов, Святослав Игоревич**[~ 9] (1963—2010; Санкт-Петербург, в 1989 — СКА, Ленинград) — чемпион мира и Европы 1989.

### 2008
… сентября
- Харитонов, Александр Евгеньевич (1976; «Торпедо», Нижний Новгород) — бронзовый призёр ЧМ 2005, 2007.

Звание присвоено по ходатайству руководства московского «Динамо», за которое Харитонов отыграл 10 сезонов (с 1994 по 2008 год, с перерывами).
…
- Репнёв, Владимир Андреевич**[~ 11] (1949; Москва, в 1974 — «Крылья Советов») — чемпион мира и Европы 1974.

Таким образом, из чемпионов мира 1974 года не стал заслуженным мастером спорта СССР или России только одноклубник Репнёва Виктор Кузнецов (он умер в 1998 году).

### Не позднее 2009
- Козлов, Виктор Николаевич[~ 12] (1975) — бронзовый призёр ЧМ 2005.

### 2009
20 февраля
Звание было присвоено 18 игрокам сборной России — чемпиона мира 2008 года, не получавшим его ранее (звание уже имели 7 человек):
- Бирюков, Михаил Олегович (1985; ХК МВД, Московская обл.)
- Воробьёв, Дмитрий Сергеевич (1985; «Лада», Тольятти / «Салават Юлаев», Уфа[прим 3])
- Горовиков, Константин Владимирович (1977; СКА, Санкт-Петербург)
- Гребешков, Денис Сергеевич (1983; НХЛ — «Эдмонтон Ойлерз»; Ярославль)
- Ерёменко, Александр Владимирович (1980; «Салават Юлаев», Уфа)
- Зарипов, Данис Зиннурович (1981; «Ак Барс», Казань)
- Зиновьев, Сергей Олегович (1980; «Ак Барс», Казань / «Динамо», Москва[прим 3])
- Корнеев, Константин Николаевич (1984; ЦСКА, Москва)
- Марков, Андрей Викторович (1978; НХЛ — «Монреаль Канадиенс»; Москва)
- Мозякин, Сергей Валерьевич (1981; «Атлант», Мытищи)
- Набоков, Евгений Викторович (1975; НХЛ — «Сан-Хосе Шаркс»; Москва)
- Никулин, Илья Владимирович (1982; «Ак Барс», Казань)
- Овечкин, Александр Михайлович (1985; НХЛ — «Вашингтон Кэпиталз»; Москва)
- Прошкин, Виталий Васильевич (1976; «Салават Юлаев», Уфа)
- Радулов, Александр Валерьевич (1986; «Салават Юлаев», Уфа)
- Сёмин, Александр Валерьевич (1984; НХЛ — «Вашингтон Кэпиталз»; Воскресенск)
- Терещенко, Алексей Владимирович (1980; «Салават Юлаев», Уфа)
- Тютин, Фёдор Анатольевич (1983; НХЛ — «Нью-Йорк Рейнджерс» / «Коламбус Блю Джекетс»[прим 3]; Казань)

Чемпионам мира 2009 года звание присваивалось не одним приказом, а по 1—2 человека вплоть до 2013 года.
25 сентября
- Вишневский, Виталий Викторович (1980; «Локомотив», Ярославль) — чемпион мира 2009.
- Курьянов, Антон Алексеевич (1983; «Авангард», Омск) — чемпион мира 2009.

?
- Жердев, Николай Олегович[3] (1984; НХЛ — «Нью-Йорк Рейнджерс»; Мытищи) — чемпион мира 2009.

### 2010
9 февраля
- Кошечкин, Василий Владимирович (1983; «Лада», Тольятти / «Металлург», Магнитогорск[прим 3]; Самарская обл.[прим 4]) — чемпион мира 2009.

16 июля
- Сапрыкин, Олег Дмитриевич (1981; ЦСКА, Москва / СКА, Санкт-Петербург[прим 3]; Москва[прим 4]) — чемпион мира 2009.

13 октября
- Атюшов, Виталий Георгиевич (1979; «Металлург», Магнитогорск) — чемпион мира 2009.

### 2011
5 сентября
- Пережогин, Александр Валерьевич (1983; «Салават Юлаев», Уфа / «Авангард», Омск[прим 3]; Омская обл.[прим 4]) — чемпион мира 2009.

### 2012
21 мая
Звание было присвоено 16 игрокам сборной России — чемпиона мира 2012 года:
- Барулин, Константин Александрович (1984; «Атлант», Мытищи / «Ак Барс», Казань; Республика Татарстан[прим 5])
- Бирюков, Евгений Николаевич (1985; «Металлург», Магнитогорск)
- Варламов, Семён Александрович (1988; НХЛ — «Колорадо Эвеланш»; Ярославль)
- Дацюк, Павел Валерьевич (1978; НХЛ — «Детройт Ред Уингз»; Свердловская обл.[прим 6]) — повторное присвоение.
- Денисов, Денис Валерьевич (1981; СКА, Санкт-Петербург)
- Емелин, Алексей Вячеславович (1986; НХЛ — «Монреаль Канадиенс»; Казань)
- Кетов, Евгений Николаевич (1986; «Северсталь», Череповец)
- Кокарев, Денис Сергеевич (1985; «Динамо», Москва)
- Кузнецов, Евгений Евгеньевич (1992; «Трактор», Челябинск)
- Малкин, Евгений Владимирович (1986; НХЛ — «Питтсбург Пингвинз»; Магнитогорск)
- Медведев, Евгений Владимирович (1982; «Ак Барс», Казань)
- Никитин, Никита Александрович (1986; НХЛ — «Коламбус Блю Джекетс»; Омск)
- Попов, Александр Александрович (1980; «Авангард», Омск)
- Рясенский, Евгений Александрович (1987; ЦСКА, Москва)
- Свитов, Александр Николаевич (1982; «Салават Юлаев», Уфа)
- Широков, Сергей Сергеевич (1986; ЦСКА, Москва)

Из 9 хоккеистов, уже имевших звание, Павлу Дацюку оно было присвоено повторно (первый раз — в 2002 году за бронзовую медаль ЗОИ). Из 16 хоккеистов, не имевших звания, его получили все, кроме Николая Кулёмина (он стал ЗМС в марте 2013 года).

### 2013
4 марта
- Кулёмин, Николай Владимирович (1986; НХЛ — «Торонто Мейпл Лифс»; Магнитогорск) — чемпион мира 2012.

1 июля
- Фролов, Александр Александрович (1982; НХЛ — «Лос-Анджелес Кингз» / «Авангард», Омск[прим 3]; Омская обл.[прим 4]) — чемпион мира 2009.

### 2014
…
Звание было присвоено игрокам сборной России — чемпиона мира 2014 года, ранее его не имевших (звание уже имели 8 человек):
- Анисимов, Артём Алексеевич (1988; НХЛ — «Коламбус Блю Джекетс»; Ярославль)
- Белов, Антон Сергеевич (1986; СКА, Санкт-Петербург)
- Бобровский, Сергей Андреевич (1988; НХЛ — «Коламбус Блю Джекетс»; Новокузнецк)
- Бурмистров, Александр Олегович (1991; «Ак Барс», Казань)
- Василевский, Андрей Андреевич (1994; «Салават Юлаев», Уфа)
- Дадонов, Евгений Анатольевич (1989; Украина — «Донбасс»; Челябинск)
- Зубарев, Андрей Сергеевич (1987; «Салават Юлаев», Уфа)
- Калинин, Сергей Павлович (1991; «Авангард», Омск)
- Кутузов, Александр Викторович (1985; «Сибирь», Новосибирск)
- Локтионов, Андрей Вячеславович (1990; НХЛ — «Каролина Харрикейнз»; Ярославль)
- Орлов, Дмитрий Владимирович (1991; НХЛ — «Вашингтон Кэпиталз»; Новокузнецк)
- Плотников, Сергей Сергеевич (1990; «Локомотив», Ярославль)
- Тихонов, Виктор Васильевич (1988; СКА, Санкт-Петербург)
- Худобин, Антон Валерьевич (1986; НХЛ — «Каролина Харрикейнз»; Магнитогорск)
- Чудинов, Максим Валерьевич (1990; СКА, Санкт-Петербург)
- Шипачёв, Вадим Александрович (1987; СКА, Санкт-Петербург)
- Яковлев, Егор Константинович (1991; «Локомотив», Ярославль)

### 2018
26 февраля
За успехи на зимних Олимпийских играх 2018 года звание присвоено 16 игрокам сборной России (выступали как Олимпийские спортсмены из России) — олимпийским чемпионам, ранее его не имевших (звание уже имели 9 человек):
- Андронов, Сергей Владимирович (1989; ЦСКА, Москва)
- Барабанов, Александр Дмитриевич (1994; СКА, Санкт-Петербург)
- Войнов, Вячеслав Леонидович (1990; СКА, Санкт-Петербург)
- Гавриков, Владислав Андреевич (1995; СКА, Санкт-Петербург; Ярославская обл.[прим 7])
- Григоренко, Михаил Олегович (1994; ЦСКА, Москва)
- Гусев, Никита Андреевич (1992; СКА, Санкт-Петербург)
- Зуб, Артём Валерьевич (1995; СКА, Санкт-Петербург)
- Каблуков, Илья Андреевич (1988; СКА, Санкт-Петербург)
- Капризов, Кирилл Олегович (1997; ЦСКА, Москва)
- Киселевич, Богдан Александрович (1990; ЦСКА, Москва)
- Марченко, Алексей Игоревич (1992; ЦСКА, Москва)
- Нестеров, Никита Даниилович[прим 8] (1993; ЦСКА, Москва)
- Прохоркин, Николай Николаевич (1993; СКА, Санкт-Петербург)
- Сорокин, Илья Игоревич (1995; ЦСКА, Москва)
- Телегин, Иван Алексеевич (1992; ЦСКА, Москва)
- Шестёркин, Игорь Олегович (1995; СКА, Санкт-Петербург)

17 октября
- Пашкевич, Екатерина Владимировна (1972; Республика Башкортостан) — серебряный призёр ЧЕ 1996, бронзовый призёр ЧМ 2001, 2013.

Екатерина Пашкевич стала первой женщиной — ЗМС по хоккею с шайбой. На момент окончания спортивной карьеры в 2014 году она была самой титулованной хоккеисткой России.

### 2019
22 апреля
- Кузьмин, Валерий Борисович** (1941; Москва) — провёл 14 сезонов за «Спартак» (1958/59 — 1971/72) и 3 сезона за «Крылья Советов» (1972/73 — 1974/75), чемпион СССР 1962, 1967, 1969 и 1974 (единственный из не игравших за ЦСКА 4-кратный чемпион СССР).

### 2022
25 февраля
За успехи на зимних Олимпийских играх 2022 года звание присвоено 17 игрокам сборной России (представляли Олимпийский комитет России) — серебряных призёров ЗОИ, ранее его не имевших (звание уже имели 8 человек):
- Билялов, Тимур Рафаилович (1995; «Ак Барс», Казань)
- Воронков, Дмитрий Сергеевич (2000; «Ак Барс», Казань)
- Галиев, Станислав Сергеевич (1992; «Динамо», Москва)
- Грицюк, Арсений Сергеевич (2001; «Авангард», Омск)
- Елесин, Александр Михайлович (1996; «Локомотив», Ярославль)
- Карнаухов, Павел Андреевич (1997; ЦСКА, Москва)
- Каюмов, Артур Адисович (1998; «Локомотив», Ярославль)
- Минулин, Артём Рафикович (1998; «Металлург», Магнитогорск)
- Никишин, Александр Александрович (2001; «Спартак», Москва)
- Самонов, Александр Александрович (1995; СКА, Санкт-Петербург)
- Семёнов, Кирилл Евгеньевич (1994; «Авангард», Омск)
- Слепышев, Антон Владимирович (1994; ЦСКА, Москва)
- Телегин, Сергей Сергеевич (2000; «Трактор», Челябинск)
- Ткачёв, Владимир Александрович (1993; «Трактор», Челябинск)
- Федотов, Иван Дмитриевич (1996; ЦСКА, Москва)
- Чибисов, Андрей Александрович (1993; «Металлург», Магнитогорск)
- Шарипзянов, Дамир Амирзянович (1996; «Авангард», Омск)